# 草坡豆腐柴
草坡豆腐柴（学名：Premna steppicola）为马鞭草科豆腐柴属下的一个种。

## 扩展阅读
- 維基物種上的相關：草坡豆腐柴